# Сангервілл (Мен)
Сангервілл (англ. Sangerville) — місто (англ. town) в США, в окрузі Піскатаквіс штату Мен. Населення — 1306 осіб (2020).

## Демографія
Згідно з переписом 2010 року, у місті мешкали 1343 особи в 613 домогосподарствах у складі 402 родин. Було 886 помешкань
Расовий склад населення:
| - 96,8 % — білих - 1,1 % — корінних американців - 0,4 % — чорних або афроамериканців - 0,2 % — азіатів |

До двох чи більше рас належало 1,3 %. Частка іспаномовних становила 0,4 % від усіх жителів.
За віковим діапазоном населення розподілялося таким чином: 18,2 % — особи молодші 18 років, 61,5 % — особи у віці 18—64 років, 20,3 % — особи у віці 65 років та старші. Медіана віку мешканця становила 48,6 року. На 100 осіб жіночої статі у місті припадало 93,5 чоловіків;  на 100 жінок у віці від 18 років та старших — 95,9 чоловіків також старших 18 років.
Середній дохід на одне домашнє господарство  становив 53 808 доларів США (медіана — 41 711), а середній дохід на одну сім'ю — 63 734 долари (медіана — 54 167). Медіана доходів становила 33 611 долар для чоловіків та 34 489 доларів для жінок. За межею бідності перебувало 12,8 % осіб, у тому числі 29,1 % дітей у віці до 18 років та 5,7 % осіб у віці 65 років та старших.
Цивільне працевлаштоване населення становило 587 осіб. Основні галузі зайнятості: виробництво — 24,0 %, освіта, охорона здоров'я та соціальна допомога — 20,3 %, роздрібна торгівля — 10,9 %, науковці, спеціалісти, менеджери — 10,6 %.